# Де-Мойн (Вашингтон)
Де-Мойн (англ. Des Moines) — місто (англ. city) в США, в окрузі Кінг штату Вашингтон. Населення — 32 888 осіб (2020).

## Географія
Де-Мойн розташований за координатами 47°23′28″ пн. ш. 122°18′56″ зх. д. / 47.39111° пн. ш. 122.31556° зх. д. (47.391101, -122.315491).  За даними Бюро перепису населення США в 2010 році місто мало площу 16,84 км², уся площа — суходіл.

## Демографія
Згідно з переписом 2010 року, у місті мешкали 29 673 особи в 11 664 домогосподарствах у складі 7249 родин. Густота населення становила 1762 особи/км².  Було 12588 помешкань (748/км²).
Расовий склад населення:
| - 63,5 % — білих - 10,7 % — азіатів - 9,1 % — чорних або афроамериканців - 2,4 % — вихідців з тихоокеанських островів - 1,1 % — корінних американців - 7,8 % — осіб інших рас |

До двох чи більше рас належало 5,4 %. Частка іспаномовних становила 15,2 % від усіх жителів.
За віковим діапазоном населення розподілялося таким чином: 22,2 % — особи молодші 18 років, 63,0 % — особи у віці 18—64 років, 14,8 % — особи у віці 65 років та старші. Медіана віку мешканця становила 39,4 року. На 100 осіб жіночої статі у місті припадало 95,0 чоловіків;  на 100 жінок у віці від 18 років та старших — 92,0 чоловіків також старших 18 років.
Середній дохід на одне домашнє господарство  становив 72 882 долари США (медіана — 58 057), а середній дохід на одну сім'ю — 82 614 долари (медіана — 67 278). Медіана доходів становила 48 481 долар для чоловіків та 40 410 доларів для жінок. За межею бідності перебувало 13,7 % осіб, у тому числі 13,2 % дітей у віці до 18 років та 8,0 % осіб у віці 65 років та старших.
Цивільне працевлаштоване населення становило 15 019 осіб. Основні галузі зайнятості: освіта, охорона здоров'я та соціальна допомога — 17,9 %, виробництво — 14,3 %, мистецтво, розваги та відпочинок — 12,7 %.